# Dupleix (metrostation)
Dupleix is een station van de metro in Parijs langs metrolijn 6 in het 15e arrondissement.
De naam is eerbetoon aan Joseph François Dupleix (1697-1763), Gouverneur-generaal van de Franse kolonie in India, waar hij vocht voor de commerciële positie van Frankrijk en tegen de overheersende Engelse invloed. Ondanks de Vrede van Aken stichtte hij een Frans protectoraat, dat later door de Engelsen werd verwoest. In 1754 werd hij teruggeroepen naar Frankrijk. Hij investeerde zijn ganse fortuin in India, maar kreeg er niets voor terug.

## Geschiedenis
Het station werd geopend op 24 april 1906 als onderdeel van de toenmalige metrolijn 2 Sud. Vanaf 14 oktober 1907 lag het station langs metrolijn 5. Op 6 oktober 1942 werd het traject tussen station Place d'Italie en station Charles de Gaulle - Étoile overgeheveld van metrolijn 5 naar metrolijn 6.

## Aansluitingen
- Bus (RATP): 42

Charles de Gaulle - Étoile · Kléber · Boissière · Trocadéro · Passy · Bir-Hakeim · Dupleix · La Motte-Picquet - Grenelle · Cambronne · Sèvres - Lecourbe · Pasteur · Montparnasse - Bienvenüe · Edgar Quinet · Raspail · Denfert-Rochereau · Saint-Jacques · Glacière · Corvisart · Place d'Italie · Nationale · Chevaleret · Quai de la Gare · Bercy · Dugommier · Daumesnil · Bel-Air · Picpus · Nation